# Tratado de Tordesillas (Mónaco)
El Tratado de Tordesillas fue un convenio firmado en Burgos en 1524 entre Honorato I de Mónaco (con el protagonismo de su predecesor, Luciano I) y representantes de Carlos I de España. El tratado colocaba a Mónaco bajo la protección de España, y más tarde del Sacro Imperio Romano Germánico, ambos bajo el mandato de Carlos I.
Como consecuencia Mónaco se convertía en servil a España (o protectorado español) y su señor como vasallo del rey español. Luciano I solicitó que esta disposición, que requería que el señor de Mónaco rindiera homenaje al rey de España, fuera eliminada del documento, que en efecto no fue recogida en el texto en la proclamación final del tratado en noviembre de 1524.
El protectorado español de Mónaco duró hasta el 14 de septiembre de 1641, durante el reinado de Felipe IV, cuando Honorato II expulsó a la guarnición española de sus dominios y firmó un acuerdo de protección con Francia.